# Farnabaz II.
Farnabaz II., grč.: Pharnabazus (cca 435. – 387. pr. Kr.), bio je perzijski satrap pokrajine Frigije od 413. do 387. pr. Kr.

## Obitelj
Farnabaz II. pripadao je elitnoj perzijskoj plemićkoj obitelji. Njegov otac, Farnak II., također je bio satrap Frigije a pripadao je tzv. farnakidskoj dinastiji nazvanoj prema Farnaku I., stricu perzijskoj vladara Darija Velikog. Njihova obitelj imala je povlašteni status u Perzijskom Carstvu pa su vladali satrapijom Frigijom više od stoljeća. Čvrste veze s kraljevskim dvorom održavane su i putem sklapanja brakova između dviju obitelji. Primjerice, Farnabaz II. se oženio s kćeri perzijskog vladara Artakserksa II.

## Politički život

### Početak satrapske karijere
S obzirom na oskudnost povijesnih izvora, danas nije poznato kada je Farnabaz II. naslijedio svog oca Farnaka II. na mjestu frigijskog satrapa, no pretpostavlja se kako se to dogodilo između 422. i 413. pr. Kr., kada je vodio pregovore između Grka. Desetak godina ranije, Sparta je poživjela sramotan poraz protiv Atenom u ratu koji je trajao deset godina (431. – 421. pr. Kr.). Nakon te pobjede, Atena je neuspješno pokušala osvojiti Siciliju, te je podržala pobunjenog satrapa Pisuthna u Lidiji što se pokazalo velikom atenskom pogreškom. Naime, perzijski vladar Darije II. koji je do tada poštovao autonomiju grčkih polisa u Maloj Aziji odlučio je intervenirati protiv Atene, pa je naredio Farnabazu II. i Tisafernu da započnu pregovore na Spartom, velikim atenskim suparnikom.
Iako su Farnabaz II. i Tisafern služili istog velikog kralja, bili su politički suparnici. Obojica su 413. pr. Kr. poslala veleposlanike u Spartu, gdje su se obojica nadali kako će njihov predstavnik sklopiti povoljan sporazum što bi pak podiglo njihovu reputaciju u očima vladara Darija II. Pobjednik u tom političkom nadmetanju bio je Tisafern koji je ponudio Sparti potporu perzijske mornarice (feničke flote). Sparta je pristala na ponuđene uvjete, pa je ponovo napala Atenu. Ipak, Tisafern nije poslao mornaricu pa su se Spartanci odlučili na pregovore s Farnabazom II. Najveći problem perzijskoj potpori Sparti bila je njena teritorijalna izoliranost, budući kako su Atenjani bili vodeća pomorska sila u Egejskom moru.
Budući kako pregovori nisu išli povoljnim tokom, veliki kralj Darije II. odlučio je poslati svog sina Kira Mlađeg koji je bio zadužen za nadgledanje odnosa s Grcima. Tisafern je smijenjen s mjesta satrapa Lidije u korist Kira Mlađeg, no zadržao je ovlasti kad Karijom. Istovremeno, Perzijsko Carstvo počelo je financijski pomagati Spartu pa je 405. pr. Kr. spartanski admiral Lisander porazio atensku mornaricu, dok se sama Atena predala 404. pr. Kr. nakon čega su Farnabaz II., Tisafern i Kir Mlađi prisvojili grčke polise uz obalu Egejskog mora. Perzijanci se smatraju najzaslužnijima za spartansku pobjedu nad Atenom.
Iste godine umire perzijski vladar Darije II. kojeg zamjenjuje sin Artakserkso II., protiv kojeg njegov brat Kir Mlađi podiže pobunu. Sakupio je 14.000 grčkih plaćenika, no u bitci kod Kunakse su poraženi protiv perzijske vojske predvođene Artakserksom II. kojem je pomogao i satrap Tisafern. Farnabaz II. se uglavnom nije miješao u građanski rat, no kada su raspušteni grčki plaćenici pristigli u njegovu satrapiju Frigiju uspješno ih je vratio u Europu.

### Sukob sa Spartom
Koristeći navedene plaćenke, Spartanci predvođeni Tibronom pokušavaju iskoristiti unutarnje nemire u Perzijskom Carstvu s ciljem da osvoje zapad Male Azije pod izlikom oslobađanja grčkih polisa na obali Egejskog mora. Prva meta njihovog napada bila je upravo Frigija kojom je vladao Farnabaz II. Suočeni sa zajedničkom prijetnjom, Tisafern i Farnabaz II. prevladali su političke razlike te ujedinjuju vojsku protiv grčke prijetnje. Sukobljene strane sklopile su dogovor prema kojem će se Spartanci vratiti kući dok će Perzijanci priznati nezavisnost grčkih polisa u Joniji, što je podrazumijevalo povratak političke situacije iz 404. pr. Kr. Ipak, tijekom pregovora Perzijanci su počeli gomilati veliku mornaricu u Feniciji, a kao razlozi navode se Tisafernova želja da ovlada Egejskim morem odnosno pokušaj ponovnog zauzimanja Egipta koji se nedavno osamostalio. Saznavši za perzijsko okupljanje flote, Spartanci se 396. pr. Kr. predvođeni Agesilajom II. odlučuju za invaziju Male Azije.
Spartanska mornarica otplovila je do Efeza, gdje je sklopljeno primirje s Tisafernom. Ovo se može protumačiti kao Agesilajov pokušaj da osigura mir na jugu jer je pripremao pohod protiv Farnabazove Frigije na sjeveru, ili pak kao Tisafernov plan da pričeka dolazak pojačanja. Tisafernov plan je očito bio da Agesilaj II. porazi Farnabaza, nakon čega bi on porazio spartansku vojsku i time postao samostalnim vladarom Male Azije. Unatoč kompliciranoj poziciji Farnabaza II., uspio se oduprijeti spartanskim napadima te je poslao Timokrata s Rodosa da nagovori Atenjane na pohod protiv Sparte. Istovremeno, Agesilaj II. okupio je pojačanja iz jonskih gradova te je uspio poraziti Tisaferna u blizini grada Sarda. Kada je perzijski veliki kralj Artakserkso II. čuo kako je Tisafern podržao Agesilajov pohod protiv Farnabaza dao ga je pogubiti, a na mjesto satrapa Lidije i Karije postavio je Titrausta iz Suze.
Ipak, Titraust je odlučio nastaviti Tisafernovu strategiju pa je platio Agesilaju II. da se vrati na sjever i napadne Farnabaza, no Agesilaj se odlučio za pohod prema jugu gdje je napao Kariju koja je bila pod Titraustovom ovlašću. Agesilaj je imao u planu ratovati i na istoku Male Azije pa se Kraljevskom cestom uputio prema Ciliciji, no napredovao je vrlo sporo budući kako nije uspio zauzeti gradove duž prometnice. Ovo je Farnabazu dalo priliku da okupi novu vojsku i mornaricu, te da unajmi sposobnog admirala, Konona iz Atene. Farnabazov plan prošao je uspješno, pa je Timokrat s Rodosa uspio pokrenuti atenski rat protiv Sparte koji je započeo 395. pr. Kr. Iduće godine Agesilaj II. je dobio opoziv, te je napustio Aziju. Nakon što je uklonio spartansku prijetnju, Farnabaz II. je 393. pr. Kr. u suradnji s Kononom osvojio otoke Melos i Kiteru.
Korintski rat između Atene i Sparte trajao je sve do 386. pr. Kr., kada je Artakserkso II. prisilio obje strane na tzv. Kraljevski mir. Ovim sporazumom Sparta je postala dominantna sila u Grčkoj, dok su Perzijanci ovladali grčkim polisima u Aziji. Farnabaz II, koji je bio jedan od glavnih zapovjednika prilikom pokoravanja jonskih gradova, nagradio ga je veliki kralj Artakserkso time što je oženio vladarevu kćer Apameu, koja mu je kasnije rodila sina Artabaza II. Također, zajedno s Titraustom povjereno mu je zapovjedništvo nad perzijskom vojskom koja je trebala ponovo pokoriti Egipat, kako bio se osamostalio prije dvadesetak godina.

### Pohod protiv Egipta
Farnabaz II., Abrokoma i Titraust su pokrenuli dvije ekspedicije protiv Egipta (385. i 383. pr. Kr.), no završile su neuspjehom. Godine 373. pr. Kr. Farnabaz okuplja mornaricu i pokreće samostalan pohod protiv Egipta koji je ovaj put ostao bez grčkih saveznika. Egipatski faraon Nektanebo I. nije posjedovao mornaricu da se obračuna s Perzijancima prilikom njihovog petodnevnog putovanja iz Gaze, pa je svoju obranu bazirao uglavnom na dobro utvrđenim gradovima. Farnabaz je prilikom dolaska u Egipat koristio Nil kojim je prebacio vojsku na jug prema glavnom gradu Memfisu koji je bio glavni cilj ekspedicije. Ipak, grad je bio dobro utvrđen pa su se Perzijanci morali povući.

## Poveznice
- Perzijsko Carstvo
- Darije II.
- Artakserkso II.
- Tisafern
- Titraust

| Prethodnik:                      | Satrap Frigije (413. - 387. pr. Kr.) | Nasljednik:                      |
| Farnak II. (430. - 413. pr. Kr.) | Satrap Frigije (413. - 387. pr. Kr.) | Ariobarzan (387. - 363. pr. Kr.) |

## Vanjske poveznice
- Farnabaz II. (Livius.org)
- Farnabaz (Pharnabazus), AncientLibrary.com
- Farnabaz II. (enciklopedija Britannica)